# Otto Rank
Otto Rank (nascido Otto Rosenfeld, Viena, 22 de abril de 1884 – Nova Iorque, 31 de outubro de 1939) foi um psicanalista, escritor, professor e terapeuta austríaco.

## Biografia
Nascido em Viena como Otto Rosenfeld, ele era um dos íntimos de Sigmund Freud por 20 anos. Em 1926 optou por deixar o círculo e mudou-se para Paris e atuou desde 1936 como psicanalista em Nova Iorque.

## Obra (seleção)
- Der Künstler : Ansätze zu einer Sexual-Psychologie (1907)
- Der Mythus von der Geburt des Helden : Versuch einer psychologischen Mythendeutung (1909)
- Die Lohengrinsage : Ein Beitrag zu ihrer Motivgestaltung und Deutung (1911)
- Das Inzest-Motiv in Dichtung und Sage : Grundzüge einer Psychologie des dichterischen Schaffens (1912)
- Die Bedeutung der Psychoanalyse für die Geisteswissenschaften (com Hanns Sachs; 1913)
- Don Juan, eine Gestalt (1914)
- Psychoanalytische Beiträge zur Mythenforschung (1919)
- Das Trauma der Geburt und seine Bedeutung für die Psychoanalyse (1924): Reedição: Giessen: Psychosozial-Verlag, 2. ed. 2007,  ISBN 978-3-89806-703-4
- Der Doppelgänger. Eine psychoanalytische Studie (1925), Reedição: Viena: Turia & Kant, 1993, ISBN 978-3-85132-062-6
- A Psychology of Difference: The American Lectures, Princeton University Press, 1996, ISBN 0-691-04470-8
- Kunst und Künstler : Studien zur Genese und Entwicklung des Schaffensdranges, primeira edição do manuscripto de 1932. - Gießen : Psychosozial-Verl., 2000, ISBN 3-89806-023-3
- Erziehung und Weltanschauung : Eine Kritik d. psychol. Erziehungs-Ideologie, Munique: Reinhardt, 1933
- Technik der Psychoanalyse (3 vol.; 1926-31), Reedição: Gießen : Psychosozial-Verl., 2005
- Entwicklungsziele der Psychoanalyse: zur Wechselbeziehung von Theorie und Praxis (com Sándor Ferenczi; 1924), reedição:  Viena: Turia und Kant, 1995, 2. ed. 2009, ISBN 978-3-85132-493-8
- Der Mythos von der Geburt des Helden : Versuch einer psychologischen Mythendeutung, reimpresso da segunda edição de 1922. - Viena: Turia und Kant, 2000, 2. ed. 2009, ISBN 978-3-85132-498-3